# Léon Rossi
Léon Rossi, né le 2 novembre 1923 à Villefranche (aujourd'hui Villefranche-sur-Mer) et mort le 19 mars 2007 à Nice, est un footballeur et entraîneur français.

## Biographie
Apprenti menuisier aux établissements J.Bucchi à Beaulieu-sur-Mer[réf. nécessaire], il joue au football à Villefranche jusqu’en 1941, date à laquelle il signe son premier contrat professionnel à l’OGC Nice.
Parallèlement il intègre le 24e bataillon des chasseurs alpins pendant la Seconde Guerre mondiale. Il effectue son service militaire à Marseille puis à Villefranche[réf. nécessaire].
Il fait partie de la résistance en transportant des armes la nuit jusqu’au Col de Villefranche afin de ravitailler les résistants du maquis[réf. nécessaire].
Par la suite l’OGC Nice le fait rentrer chez les pompiers de Nice.
Il jouera 11 saisons à l’OGC Nice de 1941 à 1952.
En 1952 il quittera Nice pour jouer à Toulouse puis au Red Star, Rennes, et Cannes.
Il passe son diplôme d’entraîneur et part pour Brive-la-Gaillarde où il évoluera en qualité de joueur-entraîneur avant de joindre le Stade français.
Mais c’est aux côtés des Aiglons qu’il passera le plus de temps.
Il revint à l’OGC Nice comme recruteur en 1967, puis comme entraîneur jusqu’en 1981, date de sa retraite.

## Palmarès sportif
- Champion du Sud-Est avec l'OGC Nice
- Champion de la Zone Sud avec l'OGC Nice
- Demi-finaliste de la Coupe de France en 1946 avec l'OGC Nice
- Champion de France 1951. Champion de France et vainqueur de la Coupe en 1952 avec l'OGC Nice